# Sacramento Monarchs

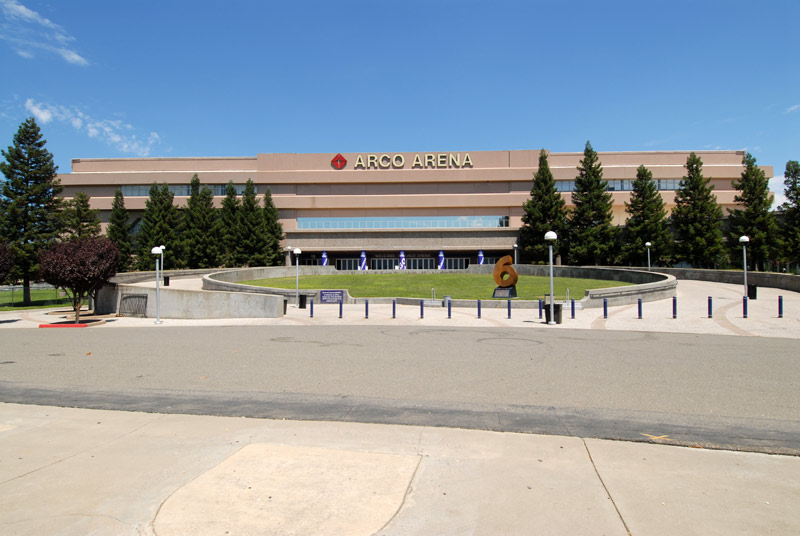
Sacramento Monarchs hemmaarena ARCO Arena.

Sacramento Monarchs, som grundades 1997 och upplöstes 2009, var en basketklubb i Sacramento i Kalifornien som spelade i damligan WNBA mellan säsongerna 1997 och 2009 och var ett av de åtta originallagen i WNBA. Laget spelade sina hemmamatcher i ARCO Arena och var ett så kallat systerlag till NBA-laget Sacramento Kings.

## Historia
Sacramentos första WNBA-match nånsin spelades den 21 juni 1997 borta mot Utah Starzz och Sacramento vann matchen med 70-60. Efter den matchen vann Sacramento bara fyra av de kommande 18 matcherna och missade slutspelet under WNBA:s första säsong. 1998 gjorde de en ännu sämre säsong och vann bara totalt åtta matcher under året. 1999 tog sig laget till sitt första slutspel, men förlorade redan i den första omgången mot Los Angeles Sparks. Efter det tog sig Sacramento till slutspel åtta av de kommande tio åren och höjdpunkterna var säsongerna 2005 och 2006. Efter att ha besegrat både Los Angeles och Houston Comets i två raka matcher var laget 2005 framme i sin första WNBA-final och på andra sidan stod Connecticut Sun, som hade förlorat WNBA-finalen året innan. Efter två jämna matcher och 1-1 i ställning efter de två första matcherna i Connecticut vände sig finalserien till Kalifornien för nästa två matcher. Efter att Sacramento vunnit den tredje matchen med 66-55 kunde de nu avgöra finalserien på hemmaplan, men det var Connecticut som ledde i halvtid med 31-25. Efter en jämn och spännande andra halvlek stod till sist Sacramento som vinnare med 62-59 och hade via sin WNBA-titel tagit staden Sacramentos allra första professionella mästerskap.
Efter att säsongen efter åter ha besegrat både Houston och Los Angeles i två raka slutspelsmatcher var man framme i sin andra raka WNBA-final, och för motståndet stod Detroit Shock. Efter fyra matcher och fyra klara vinster och med ställningen 2-2 i finalen skulle det avgöras den 9 september 2006 i Michigan. I halvtid ledde Sacramento med 44-36, men i den tredje perioden var det bara ett lag på banan då Detroit vann den med klara 22-9 och ledning med 58-53 inför den sista perioden. Efter två trepoängare av Sacramento och 33 sekunder kvar att spela ledde Detroit med 78-75, men via en tvåpoängare med 14 sekunder kvar avgjorde Detroit matchen och vann finalserien med 3-2 i matcher.
Både 2007 och 2008 förlorade sen Sacramento båda gångerna mot San Antonio Silver Stars med 1-2 i matcher redan i den första omgången, och 2009 hade Sacramento en av sina sämsta säsonger nånsin, vilket ledde till att huvudtränaren Jenny Boucek sparkades mitt under säsongen och ersattes av John Whisenant, samma coach som förde laget till sin första och enda WNBA-titel 2005. Men trots coachbytet så slutade Sacramento sist av alla lag i den västra konferensen och missade slutspelet för första gången på sju säsonger. Den 20 november meddelade sen ägaren, familjen Maloof, att laget var till försäljning. Ligan försökte att hitta en ny intressent i San Francisco Bay Area utan att lyckas och Sacramento upplöstes den 8 december 2009 och en ligadraft över deras spelare hölls redan den 14 december. Lagets sista match var hemma mot Minnesota Lynx den 13 september, och Sacramento vann matchen med 88-68.